# José Manuel Tunon de Lara
Pour les articles homonymes, voir Tuñón et Tunon.
José Manuel Tunon de Lara est un universitaire français né à Paris le 13 février 1958, docteur en médecine, docteur en sciences.

## Biographie
Fils de l’historien et intellectuel espagnol Manuel Tuñón de Lara (républicain espagnol exilé en France après l'avènement du franquisme), il fait ses études secondaires au lycée Louis-Barthou de Pau, puis ses études de médecine à Bordeaux où il devient interne des hôpitaux en 1983 en se spécialisant dans le traitement des maladies respiratoires.
Il poursuit sa formation à l’Institut Pasteur de Paris, puis à l’Université de Southampton en Grande-Bretagne avant d’être nommé chef de clinique-assistant en 1989, puis praticien hospitalier universitaire en 1994 dans le service des Maladies respiratoires du CHU de Bordeaux. Docteur en pneumologie, il soutient également une thèse en sciences de la vie en 1995. Professeur de pneumologie en 1996 à l'université Victor Segalen Bordeaux 2, auteurs d'ouvrages et articles scientifiques, Manuel Tunon de Lara a développé une recherche sur l'asthme et les allergies respiratoires.
Il est élu vice-président chargé des relations internationales en 2003, président de l'Université Bordeaux II de janvier 2008 à décembre 2014. En 2003, il est élu vice-président de Bordeaux II Victor Segalen à nouveau chargé des relations internationales puis il en assume la présidence de 2008 à 2014.
Dans ce cadre, il participe activement au projet de l'Opération Campus Bordeaux, à la création de la fondation Bordeaux Université -dont il est vice-président depuis 2010, coordonne les projets des investissements d'avenir dont la labellisation Initiative d'excellence décrochée en 2014 et conduit la fusion des universités Bordeaux I, Segalen et Montesquieu IV avec leurs présidents respectifs.
Il est élu président de l'Université de Bordeaux nouvellement créée en janvier 2014, puis réélu à ce poste le 18 janvier 2018.
En juillet 2016, l’Université de Bordeaux fait partie des trois premières universités définitivement labellisées IdEx en France.
Début mai 2017, dans l'entre-deux-tours de l'élection présidentielle de 2017 qui oppose Emmanuel Macron à Marine Le Pen, il envoie à tous les étudiants et au personnel de l'université un courriel appelant à aller voter et à faire barrage à l’accession de Marine Le Pen à la Présidence de la République.
Il préside la commission des questions de santé de la conférence des présidents d'université depuis décembre 2018.
En juillet 2019, il signe avec le Ministère de l'enseignement supérieur et de la recherche une convention de dévolution permettant à l’université de devenir propriétaire de son patrimoine immobilier et de s'engager dans une stratégie immobilière au service de ses missions de formation et de recherche et de son développement. Par crainte que l'université ne vende une partie de ce patrimoine pour financer ses activités, une pétition a été lancée pour protéger le site historique de l'Observatoire astronomique de Bordeaux à Floirac.
En 2020, il engage l'université de Bordeaux dans plusieurs projets structurants :
- ACT (Augmented university for campus and world transition), dans le cadre du PIA 3 (Plan d'investissements d'avenir), qui vise à faire un campus expérimental dans le domaine de la transition énergétique et de la mobilité[13] ;
- l'alliance Enlight, lauréat de l'initiative « Universités européennes », à laquelle l'Université de Bordeaux participe avec huit autres universités[14] ;
- UGBRS 2.0, "école supérieure des jeunes chercheurs" retenue en 2020 dans le cadre du PIA 3[15].

Le 17 décembre 2020 il est élu président de la Conférence des présidents d'université.
En janvier 2022, arrivé à la limite de deux mandats, il quitte la présidence de l'université de Bordeaux. Dean Lewis lui succède.
En novembre 2023, il se voit confier une mission de réflexion sur la « mise en œuvre d'un plan de rénovation de la recherche biomédicale », avec Anne-Marie Armenteras, par les ministres chargés de la Santé, de la Recherche et de l'Industrie. Ce rapport est rendu en mai 2024. Il fait 70 propositions, notamment sur le rôle et l'articulation des CHU, de l'INSERM et des universités.

## Publications
- Pneumologie, éditions Ellipses, Paris, 2009,  (ISBN 978-2729850920)
- Publications scientifiques sur Pubmed[21]

## Distinctions
- Chevalier de l'ordre national du Mérite(2009)
- Chevalier de la Légion d'honneur (2013)
- Officier de l'ordre des Palmes académiques (2017)